# Löpersjön
Löpersjön är en sjö i Nyköpings kommun i Södermanland och ingår i Trosaån-Svärtaåns kustområde.